# Castalla
Castalla (en castillan et en valencien) est une commune de la province d'Alicante, dans la Communauté valencienne, en Espagne. Elle est située dans la comarque de l'Alcoià et dans la zone à prédominance linguistique valencienne.

## Géographie

Localisation de Castalla
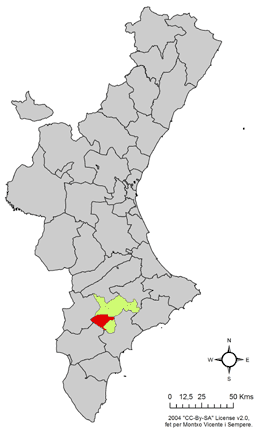
dans la Communauté valencienne.
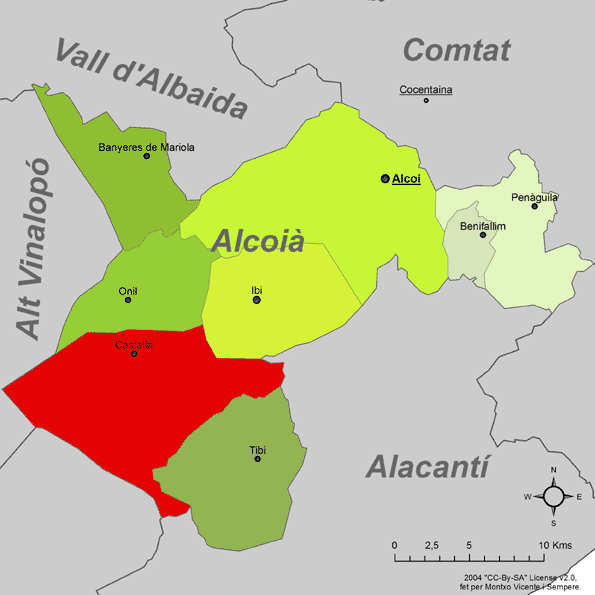
dans la comarque de l'Alcoià.

La Foia (vallée) de Castalla, dont la capitale historique est Castalla, se trouve dans une large vallée en forme de T vers le sud et est entourée par des formations de montagnes. Castalla occupe la partie ouest et sud-ouest de la Foia.

## Patrimoine
Un château fort situé sur le sommet d'une colline à 680m d'altitude surplombant toute la vallée Foia. Son histoire commence au XIe siècle (période califale) et se poursuit jusqu'au XVIe siècle, lorsque la Grossa ou Tour de l'Hommage a été construite.

## Voir aussi

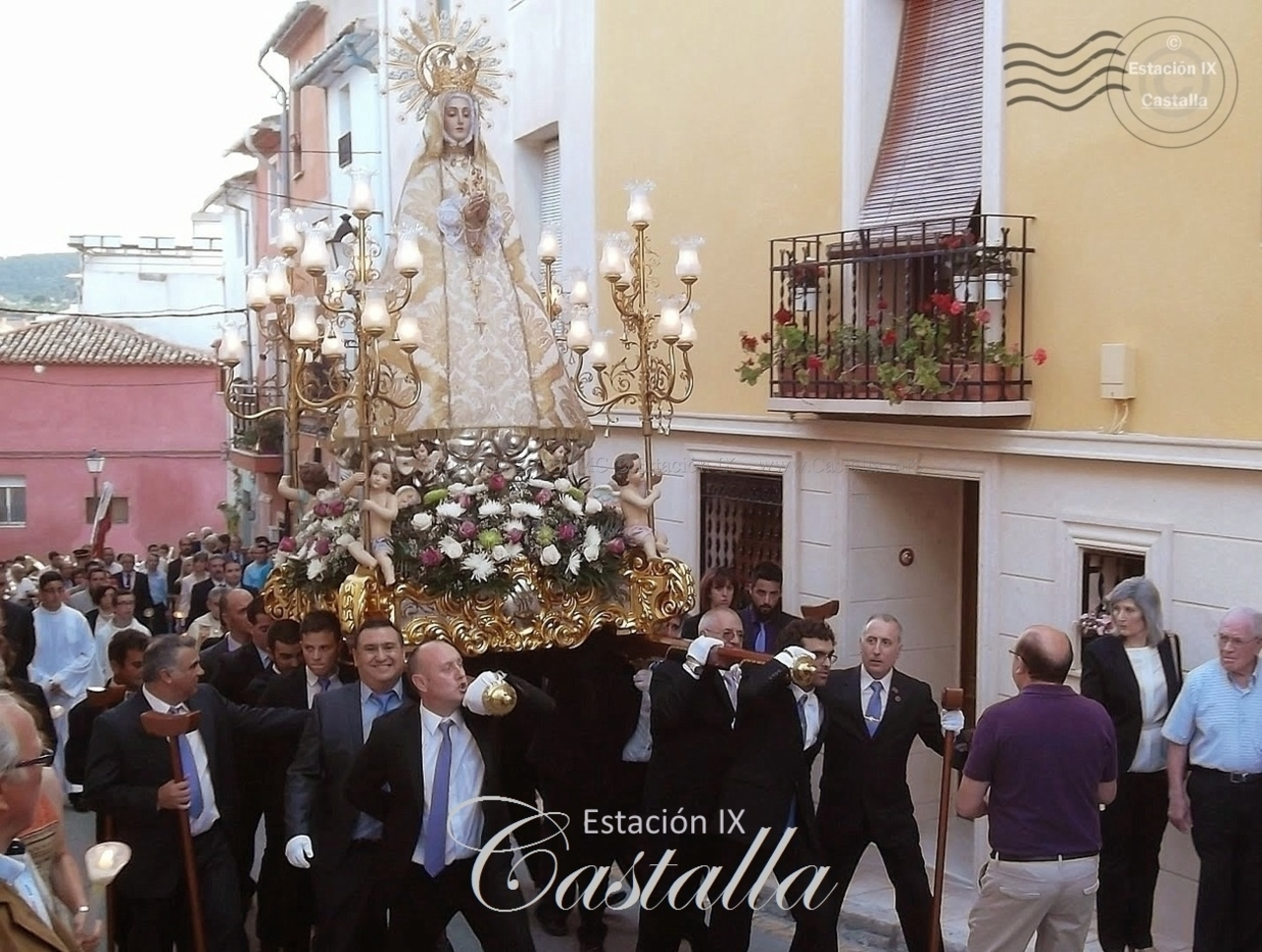
[http://www.castalla.info

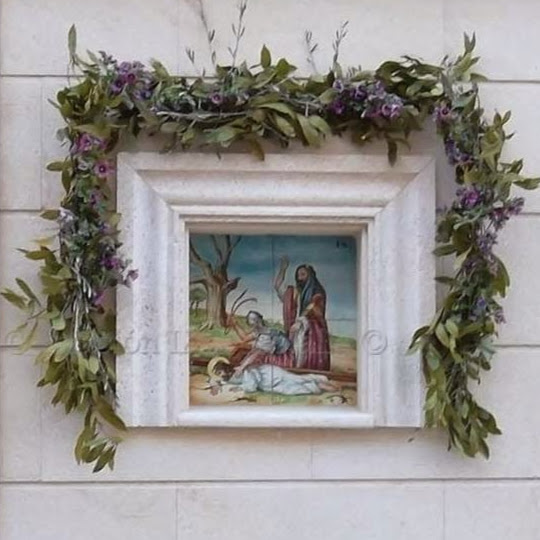
[http://www.castalla.info